# Ewald Vanvugt
Ewald Maria Gerardus Antonius Vanvugt ('s-Hertogenbosch, 16 april 1943 – Laren, 11 april 2025) was een Nederlands auteur en fotograaf. Hij publiceerde ruim dertig boeken. Zijn autobiografisch romandebuut was in 1963 met Een bizonder vreemde dief. De plaatselijke pastoor  P.J.A.M. Lücker wilde het door de plaatselijke politie in beslag laten nemen. Uitgeverij De Bezige Bij verzorgde de eerste, geheel uitverkochte druk.Zijn laatste boek was Roofstaat, gepubliceerd in 2016.

## Leven en werk
In de jaren zestig (1964–1967) maakte Vanvugt voor het wekelijkse VARA-radioprogramma Uitlaat genoemd radioreportages met Wim de Bie. Zij maakten onder meer het oudste bewaard gebleven radiogesprek met de auteur W.F. Hermans.
Van 1967 tot 1977 maakte hij lange reizen op andere continenten. In 1980 werd Vanvugt medewerker van de Volkskrant. Sindsdien publiceerde hij talrijke artikelen in uiteenlopende tijdschriften - van De Gids tot Playboy en Vrij Nederland.
De koloniale geschiedenis is in zijn schrijven een terugkerend onderwerp. In 1985 verscheen de studie Wettig opium. 350 jaar Nederlandse opiumhandel in Azië, waarin een vergeten hoofdstuk in de koloniale geschiedenis werd onthuld. In 1993 verscheen Een propagandist van het zuiverste water. H.F.Tillema (1870-1952) en de fotografie van tempo doeloe, waarin een lang vergeten foto-archief uit een museumdepot tevoorschijn kwam. Voor het Biografisch Woordenboek van Nederland schreef Vanvugt een portret van Hendrik Freerk Tillema (1870-1952). In 2002 werkte hij in opdracht van het Nederlands Filmmuseum mee aan een filmdocumentaire over deze ondernemer en filantroop. 
De laatste anderhalf jaar woonde Vanvugt in het Rosa Spierhuis in Laren, een woon- en werkgemeenschap van kunstenaars en wetenschappers. Hij overleed op 11 april 2025 op 81-jarige leeftijd.

## Tentoonstellingen
Vanvugt verzorgde tentoonstellingen, bijvoorbeeld Sociale fotografie in Indonesië in de jaren twintig in het Erasmus Huis in Jakarta (1994), en Nestbevuilers. Critici van het koloniale bewind in de Oost en de West in het Letterkundig Museum in Den Haag (1995) met portretten van onder meer Jacob Campo Weyerman, Willem van Haren, Dirk van Hogendorp en Multatuli en een ongeflatteerd beeld van Jan Pieterszoon Coen. In de Rotterdamse Kunsthal etaleerde hij De schat van Lombok. Honderd jaar Nederlandse oorlogsbuit uit Indonesië (1995) en Botje bij botje. Menselijke resten uit musea (1998).

## Koloniale geschiedenis
In 2002 verscheen de omvangrijke koloniale geschiedenis Zwartboek van Nederland overzee. Wat iedere Nederlander moet weten.
In 2006 publiceerde Vanvugt De verovering van Bali, een documentaire reisroman waarin hij het buitensporige geweld en de massa’s slachtoffers van de Nederlandse koloniale oorlogen nogmaals aan de kaak stelt.
In 2007 verscheen Weerzien met Lucine. Een dag- en nachtboek uit de Stille Zuidzee over een reis naar Vanuatu en een hervonden jeugdliefde. In 2008 publiceerde hij De Bewondering met herinneringen aan onder meer Harry Mulisch en W.F. Hermans.
In 2009 heeft het Internationaal Instituut voor Sociale Geschiedenis het foto-archief van Vanvugt in bewaring genomen. Zie een selectie hiervan op Flickr.
In 2010 verscheen Roofgoed. Het Europees Museum van Overzee Gestolen Schatten - met de monumenten voor de dieven. In dit omvangrijke werk documenteert Vanvugt onder meer hoe de landen van de Europese Gemeenschap een gezamenlijke identiteit bezitten omdat zij alle de startkapitalen van hun welvaart met geweld uit de andere werelddelen hebben gehaald. Het Europees Museum exposeert kernmomenten in de geschiedenis van Europa’s verovering en plundering van de andere werelddelen, naast portretten van Europeanen die bezwaar maakten.  
Eind 2011 verscheen Nieuw Zwartboek van Nederland overzee. Wat iedere Nederlander moet weten. Vergeleken met de uitgave uit 2002 is deze koloniale geschiedenis van Nederland geheel herzien en in omvang haast verdubbeld. In dit werk documenteert Vanvugt dat de vaak zogenoemde schaduwzijden of zwarte bladzijden van het koloniale verleden geen bijverschijnselen waren, maar juist de pijlers waarop de overzeese macht was gebouwd.
In maart 2016 publiceerde hij bij uitgeverij TopNotch Roofstaat - wat iedere Nederlander moet weten, een geactualiseerde en uitgebreide versie van het Nieuw Zwartboek van Nederland Overzee uit 2002, die gelezen kan worden als een inleiding tot de geschiedenis van het Nederlandse overzeese en koloniale verleden. In twaalf hoofdstukken wordt onder andere aandacht besteed aan de roof- en kruistochten in de Middeleeuwen, de eeuwen van kaapvaart en piraterij en de omstreden reputaties van zeehelden, de staatsinkomsten uit opium in voormalig Nederlands-Indië en het opiumfortuin van het Nederlandse koningshuis, de Vereenigde Oost-Indische Compagnie (VOC), de West-Indische Compagnie (WIC), de Pax Neerlandica en de vele Nederlandse aanvalsoorlogen, het geroofde exotische cultuurgoed in de rijksmusea, het aandeel van Nederland in de slavenhandel en de massa-executies in voormalig Nederlands-Indië tijdens de zogeheten Politionele acties.
Bij de presentatie van dit boek in het Amsterdamse Paradiso werd tevens een videoclip van de rapper Typhoon gepresenteerd, waarin deze in de huid kruipt van een tot slaaf gemaakte man in het koloniale tijdperk.
De schaduwzijde van dat Nederlandse overzeese en koloniale verleden kan worden herkend als een rode draad in Vanvugts werk: wat begon als een essay in Playboy midden jaren tachtig groeide uit tot een standaardwerk over Nederlandse gruweldaden in de loop der eeuwen.

## Publicaties (selectie)
- Ewald Vanvugt: Roofstaat. Wat iedere Nederlander moet weten. Amsterdam, Nijgh & van Ditmar + TopNotch, 2016. ISBN 9789038801278 
(Herz. en verm. herdruk van: Ewald Vanvugt: Nieuw zwartboek van Nederland overzee. Wat iedere Nederlander moet weten. Soesterberg, Aspekt, 2011. ISBN 978-94-6153-087-5  Dit is op zijn beurt weer de herz. en verm. herdruk van: Ewald Vanvugt: Zwartboek van Nederland overzee. Wat iedere Nederlander moet weten. Soesterberg, Aspekt, 2002. ISBN 90-5911-052-8
- Ewald Vanvugt: Roofgoed. Het Europees Museum van Overzee Gestolen Schatten, met de monumenten voor de dieven. Soesterberg, Aspekt, 2010. ISBN 978-90-5911-914-7
- Ewald Vanvugt: De maagd en de soldaat. Koloniale monumenten in Amsterdam en elders. Amsterdam, Uitgeverij Jan Mets, 1998. ISBN 90-5350-231-X
- Ewald Vanvugt & Laura van Campenhout (eindred.): Nestbevuilers. 400 jaar Nederlandse critici van het koloniale bewind in de Oost en de West. Amsterdam, Babylon-De Geus, 1996. ISBN 90-6222-313-3
- Ewald Vanvugt: De schatten van Lombok. Honderd jaar Nederlandse oorlogsbuit uit Indonesië. Eindred. Sjoerd de Jong. Amsterdam, Mets 1994. ISBN 90-5330-132-1
- Ewald Vanvugt: Een propagandist van het zuiverste water. H.F. Tillema (1870-1952) en de fotografie van tempo doeloe. Eindred. Sjoerd de Jong. Amsterdam, Uitgeverij Jan Mets, 1993. ISBN 90-5330-092-9
- Ewald Vanvugt: Bloed aan de klomp. De eerste vaderlandse schandaalkroniek. Nederlandse schurken  in het buitenland. Hilversum, Centerboek, 1989. ISBN 90-5087-104-6
- Ewald Vanvugt: Wettig opium. 350 jaar Nederlandse opiumhandel in de Indische  archipel. Voorw. W.F. Wertheim. Haarlem, In de Knipscheer, 1985. ISBN 90-6265-197-6
- Ewald Vanvugt: Brief aan een nieuwe werkloze. Over het leven zonder dwangarbeid en de zin van het nietsdoen. Haarlem, In de Knipscheer, 1983. ISBN 90-6265-072-4  Latere uitg.: Ewald Vanvugt: Brief aan een overspannen werknemer. Over stress en de zin van het nietsdoen. Het taboe van 2000. Sittard, Baalprodukties, 2000. ISBN 90-75825-15-3
- Etienne de la Boétie: De vrijwillige slavernij. Vert. door Ewald Vanvugt, uitgeleid door A.L. Constandse.  Haarlem, In de Knipscheer, 1980. ISBN 90-6265-070-8
- Een sober feest. 75 jaar Vereniging van Letterkundigen / Vakbond van Schrijvers. Samengesteld door Ewald Vanvugt. Amsterdam, VVL, 1980. ISBN 90-234-5277-1
- Ewald Vanvugt: Darwin en gezellen. Kanttekeningen bij een leven. Amsterdam, De Bezige Bij, 1964. Geen ISBN  (Herz. druk o.d.t. Top jongen en man (1971): ISBN 90-234-2116-7 )
- Ewald Vanvugt: Rodeo of Zuster Bertram. Amsterdam, De Bezige Bij, 1964.
- Ewald Vanvugt: Een bizonder vreemde dief. Amsterdam, De Bezige Bij, 1963. Geen ISBN

- Bibliothèque nationale de France: cb137535498 (data)
- Gemeinsame Normdatei: 172430984
- International Standard Name Identifier: 0000 0000 2831 4889
- Library of Congress Control Number: n86037474
- Nederlandse Thesaurus van Auteursnamen: 07301284X
- Système universitaire de documentation: 087749033
- Virtual International Authority File: 265592127
- WorldCat: E39PBJfMmhWvhdWWRB4Hy8C4v3